# Closterium flaccidum
Closterium flaccidum  là một loài Song tinh tảo trong họ Desmidiaceae, thuộc chi Closterium.